# San Lorenzo de Calatrava
San Lorenzo de Calatrava település Spanyolországban, Ciudad Real tartományban. San Lorenzo de Calatrava Calzada de Calatrava, Viso del Marqués, Baños de la Encina és Mestanza községekkel határos. Lakosainak száma 197 fő (2024).

## Népesség
A település népessége az elmúlt években az alábbi módon változott:
| Lakosok száma | 318  | 279  | 289  | 273  | 247  | 226  | 219  | 213  | 211  | 197  |
|               | 2001 | 2004 | 2006 | 2009 | 2011 | 2014 | 2016 | 2019 | 2021 | 2024 |